# Выбор (Родина)
«Выбор» (англ. «The Choice») — двенадцатый и финальный эпизод второго сезона американского драматического телесериала «Родина», и 24-й во всём сериале. Премьера состоялась на канале Showtime 16 декабря 2012 года.

## Сюжет
Кэрри (Клэр Дэйнс) и Броуди (Дэмиэн Льюис) проводят ещё одну ночь в хижине, где у них было предыдущее свидание. Они обсуждают своё будущее, и возможно ли для Броуди начать новую жизнь. Они взаимно осознают, что если бы они продолжили свои отношения, то для Кэрри было бы невозможно оставаться с ЦРУ. Между тем, Сол (Мэнди Патинкин) всё ещё задержан в Лэнгли и просит одного из сотрудников ЦРУ (Т. Дж. Хассан) связаться с Кэрри. Офицер отказывается, так как он не хочет, чтобы его постигла такая же участь, как Сола.
Куинн (Руперт Френд), под приказом убить Броуди, выследил Кэрри и Броуди и через озера наблюдает за каждым их шагом. На следующее утро, Броуди один выходит на улицу, чтобы молиться, давая Куинну, несущего снайперскую винтовку, возможность убить его. Куинн держит Броуди на прицеле, но не спускает курок.
Куинн позже идёт в дом Эстеса (Дэвид Хэрвуд) и говорит ему, что поскольку политическая карьера Броуди окончена, он больше не представляет угрозы, и что его информация сыграла важную роль в поимке Абу Назира. Куинн говорит, что единственная причина убить Броуди является по личным причинам Эстеса, и что сопутствующий ущерб будет вредить жизни Кэрри снова и снова, и поэтому он отказывается делать это и угрожает Эстесу, стоит лишь что-то случиться с Броуди. Эстес освобождает Сола из-под стражи, утверждая, что он решил, что Сол был прав, и что Броуди выполнил свою часть сделки и не будет убит.
Броуди возвращается домой, чтобы забрать костюм для поминальной службы, которую ЦРУ проводит для вице-президента Уолдена. Он находит Дану (Морган Сэйлор), которая осталась одна дома. Дана размышляет о дне, когда Кэрри сказала ей, что Броуди собирался совершить атаку на саммите вице-президента, отметив, что всё «сходится», и что это единственное, что имеет смысл. Броуди признаётся, что он был «сам не свой» в тот день, и что он планировал это сделать, но в конечном счёте не сделал, и он никогда бы не стал делать такое в будущем.
Сол находит Кэрри и говорит ей, что он собирается зарекомендовать её на повышение до главы отделения. Когда Кэрри менее чем в восторге, и говорит, что ей надо подумать об этом, Сол видит, что её проблема заключается в том, что она хочет быть с Броуди. Разговор становится напряжённым увещевает её в том, что она гробит свою карьеру, чтобы быть с террористом. Кэрри отвечает, что она не хочет прожить всю жизнь одной, как Сол. Сол оставляет её со словами: «Ты самая умная и самая тупая из всех, кого я знал».
Кэрри и Броуди присутствуют на поминальной службе Уолдена в Лэнгли. В то же время, ВМФ проводят церемонию захоронения Абу Назира в море, которую курирует Сол. В то время как Дэвид Эстес говорит речь, Кэрри и Броуди сбегают в офис Сола, чтобы поговорить. Кэрри раскрывает Броуди, что она решила оставить свою карьеру и быть с ним. Они целуются. Броуди смотрит в окно и с удивлением видит, что его машину переставили и теперь она припаркована прямо возле здания, где проходит панихида. Когда Кэрри обдумывает, что происходит, машина взрывается, сравнивая с землёй большую часть здания. Дэвид Эстес, Синтия Уолден (Талия Болсам), Финн Уолден (Тимоти Шаламе), министр обороны и министр внутренней безопасности являются одними из многих, кто погиб в результате взрыва. Кэрри держит Броуди на мушке, обвиняя его в организации атаки. Броуди твёрдо убеждён в своей невиновности, сказав, что у него не было мотива, и что их всех подставил Абу Назир, который пожертвовал Ройей и её командой как приманкой для нападения, и он даже пожертвовал своей собственной жизнью, чтобы снизить охрану, расчистив путь для взрыва Лэнгли. Кэрри, кажется, убеждена, но говорит Броуди, что никто не поверит ему, и что они должны податься в бега немедленно.
Сол обследует ущерб в Лэнгли и растерян известием, что число погибших составляет около 200 и продолжает расти, и что Кэрри присутствовала на церемонии, но пропала без вести и считается погибшей. Он получает звонок от Миры (Сарита Чоудхури), которая облегчена, когда узнаёт, что Сол выжил, и говорит, что она возвращается в США. Солу также сообщают, что у него будет встреча с президентом, так как он является новым действующим директором.
Кэрри отвозит Броуди на склад, где она спрятала немного денег и фальшивый паспорт для себя. Они затем идут, чтобы получить поддельный паспорт, сделанный для Броуди. По телевизору они видят, что аль-Каида взяла на себя ответственность за атаку, и выпустила видео с признанием Броуди (которое он сделал для атаки против вице-президента в первом сезоне) в эфир, твёрдо поместив его в качестве виновника. Когда видео показывают в новостях, показывают семью Броуди дома, с ужасом смотрящих видео. Кэрри и Броуди направляются к канадской границе, планируя пересечь ещё пешком и направиться в Монреаль. Когда они достигают границы, Броуди понимает, что Кэрри не идёт с ним. Когда они прощаются, Кэрри обещает Броуди, что она очистит его имя. Кэрри возвращается в Лэнгли, где Сол читает кадиш, стоя между рядами трупов. Сол потрясён и обрадован, увидев, что Кэрри жива.

### Умерли
Все убиты взрывом из машины во время поминальной службы вице-президента Уолдена:
- Дэвид Эстес
- Синтия Уолден
- Финн Уолден

## Производство
Сценарий к эпизоду написали исполнительные продюсеры Алекс Ганса и Мередит Стим, а режиссёром стал исполнительный продюсер Майкл Куэста.

## Реакция

### Рейтинги
Во время оригинального показа, эпизод посмотрели 2.29 миллионов зрителей, снизившись в аудитории по сравнению с предыдущим эпизодом.

### Реакция критиков
Из 21 отзыва на Metacritic, 13 отзывов были положительными, 6 смешанными и 2 негативными.

### Награды и номинации
Мэнди Патинкин выдвинул этот эпизод на рассмотрение на 65-й церемонии премии «Эмми» для своей номинации в категории лучшая мужская роль в драматическом сериале.